# Live at Montreux
Live at Montreux är ett livealbum av Alice Cooper, utgivet 2006 i form av en cd och en dcd. Det är inspelat vid Montreux Jazz Festival 2005.

## Låtlista

### CD
1. "Department of Youth" - 2:40
2. "No More Mr. Nice Guy" - 3:04
3. "Dirty Diamonds" - 3:43
4. "Billion Dollar Babies" - 3:25
5. "Be My Lover" - 3:17
6. "Lost in America" - 4:21
7. "I Never Cry" - 2:45
8. "Woman of Mass Distraction" - 3:46
9. "I'm Eighteen" - 4:11
10. "Between High School and Old School" - 2:53
11. "What Do You Want From Me?" - 3:16
12. "Is it My Body?" - 2:51
13. "Gimme" - 2:57
14. "Feed My Frankenstein" - 3:38
15. "Welcome To My Nightmare" - 2:35
16. "School's Out" - 4:36
17. "Poison" - 4:42
18. "Wish I Were Born in Beverly Hills" - 3:11
19. "Under My Wheels" - 4:12

### DVD/BLURAY
1. "Department of Youth"
2. "No More Mr. Nice Guy"
3. "Dirty Diamonds"
4. "Billion Dollar Babies"
5. "Be My Lover"
6. "Lost in America"
7. "I Never Cry"
8. "Woman of Mass Distraction"
9. "I'm Eighteen"
10. "Between High School and The Old School"
11. "What Do You Want From Me?"
12. "Is it My Body?"
13. "Go to Hell"
14. "The Black Widow"
15. "Drum Solo"
16. "Gimme"
17. "Feed My Frankenstein"
18. "Welcome To My Nightmare"
19. "The Awakening"
20. "Steven"
21. "Only Women Bleed"
22. "Ballad of Dwight Fry"
23. "Killer"
24. "I Love the Dead"
25. "School's Out"
26. "Poison"
27. "Wish I Were Born in Beverly Hills"
28. "Under My Wheels"